# Diaporthe manihotis
Diaporthe manihotis är en svampart som beskrevs av Punith. 1976. Diaporthe manihotis ingår i släktet Diaporthe och familjen Diaporthaceae.   Inga underarter finns listade i Catalogue of Life.